# Why? (chanson de Bronski Beat)
Pour les articles homonymes, voir Why.
Singles de Bronski Beat
Smalltown Boy
(1984) It Ain't Necessarily So
(1984)
Why? est une chanson du groupe britannique Bronski Beat, écrite et composée par ses trois membres : Steve Bronski, Jimmy Somerville et Larry Steinbachek. Sortie en single en septembre 1984, il s'agit du second extrait de l'album The Age of Consent.
Chanson engagée, ouvertement gay, elle dénonce les violences homophobes. Elle est dédiée à Drew Griffiths, un artiste gay assassiné à Londres en 1984.
Après Smalltown Boy, Bronski Beat confirme son succès. Why? se classe dans le top 10 des ventes de plusieurs pays. Le single est certifié disque d'argent au Royaume-Uni.
La chanson est parfois incorrectement annoncée sous le titre Tell Me Why.
D'ailleurs, en 2006, le groupe de dance Supermode sort un single reprenant le gimmick de Smalltown Boy mêlé au refrain de Why? et intitulé Tell Me Why,.

## Clip
Réalisé par Bernard Rose, le clip met en scène les trois membres du groupe dans un supermarché,. Steve Bronski et Larry Steinbachek tiennent le rôle d'un couple gay faisant ses courses. En passant à la caisse, ils sont refoulés car manifestement homosexuels. Jimmy Somerville, qui tient le rôle d'un charcutier du supermarché, intervient pour les défendre, faisant un esclandre.
Arrivent alors deux hommes qui semblent descendre du ciel. Ils appartiennent à la « police de la pensée » et emmènent le trio dans les airs pour le faire comparaître devant un tribunal de fantoches. Les trois hommes sont condamnés à des travaux forcés. Jimmy Somerville incite les condamnés à se révolter puis s'élève dans les airs et s'en va parler à Dieu, tandis que la révolte éclate bel et bien.
Finalement, Dieu place les trois membres du groupe sur des piédestaux avant de les changer en statues de sel.

## Classements hebdomadaires et certifications
| Classement (1984-1985)                 | Meilleure place |
| -------------------------------------- | --------------- |
| Afrique du Sud (Springbok Radio)       | 7               |
| Allemagne (GfK Entertainment)          | 5               |
| Australie (Kent Music Report)          | 10              |
| Belgique (Flandre Ultratop 50 Singles) | 3               |
| Canada (RPM 100 Singles)               | 31              |
| États-Unis (Hot Dance Club Play)       | 27              |
| France (SNEP)                          | 8               |
| Irlande (IRMA)                         | 6               |
| Italie (FIMI)                          | 13              |
| Nouvelle-Zélande (RMNZ)                | 11              |
| Pays-Bas (Nederlandse Top 40)          | 2               |
| Pays-Bas (Single Top 100)              | 6               |
| Royaume-Uni (UK Singles Chart)         | 6               |
| Suisse (Schweizer Hitparade)           | 7               |

| Pays              | Certification | Unités certifiées |
| ----------------- | ------------- | ----------------- |
| Royaume-Uni (BPI) | Argent        | 250 000           |

## Utilisation dans les médias
Why? a été utilisée en mars 1985 dans un spot publicitaire télévisé pour la Peugeot 205.
La chanson est utilisée dans le film Angel 2 : La Vengeance (Avenging Angel) sorti en 1985.
La chanson est également utilisée dans un film institutionnel des PTT (La Poste), traitant du service des wagons ambulants entre Paris et Brive. Le film est daté à mars 1987. 
La chanson fait partie de la bande originale du film Pride sorti en 2014.